# Балхаська міська адміністрація
Балха́ська міська адміністрація (каз. Балқаш қаласы әкімдігі, рос. Балхашская городская администрация) — адміністративна одиниця у складі Карагандинської області Казахстану, прирівнена до району. Адміністративний центр — місто Балхаш.
Населення — 78084 особи (2021; 75453 у 2009, 74517 у 1999, 100533 у 1989).

## Історія
2002 року селище Шигис-Конират було приєднано до селища Конират. 2013 року була ліквідована Кониратська селищна адміністрація, а селище Конират приєднано до міста Балхаш. 2021 року до складу міста Балхаш була включена територія площею 87,44 км² зі складу Актогайського району.

## Склад
До складу міської адміністрації входять місто Балхаш та 2 селищні адміністрації, які утворені 2 міськими селищами:
| Адміністративна одиниця           | Населення, осіб (1989) | Населення, осіб (1999) | Населення, осіб (2009) | Населення, осіб (2021) |
| --------------------------------- | ---------------------- | ---------------------- | ---------------------- | ---------------------- |
| Балхаш, місто                     | 86609                  | 65431                  | 68833                  | 73785                  |
| --Конират                         | 5656                   | 4170                   | 3103                   | 1763                   |
| --Шигис-Конират                   | 1922                   | 405                    | 15                     | -                      |
| Гульшатська селищна адміністрація | 1024                   | 736                    | 516                    | 227                    |
| Саяцька селищна адміністрація     | 5322                   | 3775                   | 2986                   | 2309                   |